# راي جيراردين
راي جيراردين (بالإنجليزية: Ray Girardin)‏ مواليد 23 يناير 1953 في ويكفيلد، ماساتشوستس، هو ممثل أمريكي بدأ مسيرته الفنية سنة 1968. ظهر في قرابة 200 فيلم.

## الأعمال
- ذا ينغ أند ذا رستلس
- حرب العوالم
- هيتش
- قابل آل فوكر
- أوشن 12

## روابط خارجية
- راي جيراردين على موقع IMDb (الإنجليزية)
- راي جيراردين على موقع قاعدة بيانات الفيلم (الإنجليزية)